# 國際人類學與民族學聯合會
國際人類學與民族學聯合會（International Union of Anthropological and Ethnological Science）是世界最大的人類學與民族學學術論壇，成員來自超過50多個國家；每5年舉行一次世界大會，吸引人類學不同子領域的研究者參與。國際人類學與民族學聯合會創立於1948年8月23日，由聯合國教科文組織資助成立。它並不是第一個國際性人類學組織；1938年，國際人類與民族科學大會（International Congress of Anthropological and Ethnological Sciences，ICAES）在倫敦成立，後於1948年時與IUAES組成聯合會，並於1968年合併為同一個組織。
國際人類學與民族學聯合會的使命是促進人類學的國際化交流、向公眾傳播人類學研究成果，以及跨文化比較。

## 外部連結
- 國際人類學與民族學聯合會官方網站 （页面存档备份，存于） （英文）